# Drenthien
| Oude naam                                                              | Huidige naam | 'Klimaat' |
| ---------------------------------------------------------------------- | ------------ | --------- |
| Holoceen                                                               | Holoceen     | warm      |
| Tubantien                                                              | Weichselien  | koud      |
| Eemien                                                                 | Eemien       | warm      |
| Drenthien                                                              | Saalien      | koud      |
| Needien                                                                | Holsteinien  | warm      |
| Taxandrien                                                             | Zie tabel 2  | koud      |
| Tiglien&Icenien                                                        | Tiglien      | warm      |
| Amstelien                                                              | Pretiglien   | koud      |
| Tabel 1 - Indeling van het Kwartair volgens Van der Vlerk & Florschütz |              |           |

Het Drenthien is een verouderde stratigrafische term voor het Saalien. De eenheid vormde onderdeel van de Nederlandse onderverdeling van het Kwartair, werd voorafgegaan door het Holsteinien en opgevolgd door het Eemien. De term 'Drenthien' werd in 1950 door Van der Vlerk & Florschütz ingevoerd als Nederlandse lokale stratigrafische eenheid. Hoewel er in de kwartairstratigrafie veel voor lokale stratigrafische eenheden te zeggen valt is de term krap 10 jaar in gebruik geweest. Ook tijdens deze tijd werden door de meeste onderzoekers de bestaande termen Riss of Saalien gebruikt.